# Alphonse Peyret-Lallier
Pour les articles homonymes, voir Peyret et Lallier.
Alphonse Peyret-Lallier est un avocat et homme politique français né le 15 août 1808 à Saint-Étienne (Loire) et mort le 8 novembre 1849 à Bourg-Argental  (Loire).

## Biographie
Alphonse Peyret-Lallier naît le 15 août 1808 à Saint-Étienne. Il est le fils d'Alphonse-Étienne Peyret-Lallier (1780-1871), député, conseiller général de la Loire et maire de Saint-Étienne ; Étienne Peyret-Lallier est également le fondateur de la Société d'agriculture et d'industrie locale. 
Alphonse Peyret-Lallier est tout d'abord un avocat et un auteur de textes économiques Il est maire de Saint-Jean-Bonnefonds de 1837 à 1838 et conseiller général de la Loire en 1837.
Il meurt d'un accident de calèche à Bourg-Argental.

## Œuvre
La liste suivante, non exhaustive, est extraite du catalogue de la Bibliothèque nationale de France.
- Statistique industrielle du département de la Loire (1835) ;
- De la répartition de la contribution personnelle et mobilière (1837) ;
- Canal de navigation et usinier de Saint-Étienne au Rhône et de Saint-Étienne à la Loire, établissant une communication de la Loire au Rhône, entre Roanne, Givors et Lyon (1838) ;
- Nouveau système de chemins de fer automoteurs (1839) ;
- Canal maritime d'Arles au Port de Bouc. Canal latéral au Rhône entre Arles et Tarascon. Docks de Marseille et d'Arles (1839) ;
- Étude sur le port d'Arles et sur la navigation du Rhône entre Lyon et la mer. Canal maritime du Rhône au port de Bouc. Docks de Lyon et d'Arles (1844) ;
- Question des eaux. Les eaux de source et les eaux du Rhône. Projet de la Mouche. La rive droite et la rive gauche du Rhône. Les quatre sources de la rive gauche de la Saône. Conclusions (1844).